# Zsindely István (tanár, 1829–1891)
Zsindely István (Prügy, 1829. március 28. – Sárospatak, 1891. október 5.) főiskolai és gimnáziumi tanár, tankönyvíró, ifj. Zsindely István tanár édesapja.

## Élete
1838-48-ig Sárospatakon tanult, a szabadságharcban mint önkéntes nemzetőr vett részt, azután 1850-54-ig elvégezte Sárospatakon a jogot és teologiát, miközben nevelőként is dolgozott. Tanulmányainak végeztével Cserépfalun tanító volt, majd néhány év mulva a sárospataki tanítóképezde tanárának hivták meg. Mielőtt állását elfoglalta volna, külföldre ment 1857-ben. Legelőször a bécsi műegyetemen mennyiségtani és természettani előadásokat hallgatott, majd a zürichi, bázeli és göttingai egyetemeken tanult. 1859-ben elfoglalta tanári székét s három évig volt képezdei tanár, mikor a gimnáziumba helyezték át. Itt a mennyiségtani és természettani tantárgyak tanítását valósággal megújította s megfelelő színvonalra emelte. Ő vezette a főiskola gazdasági ügyeit is.
Cikkei: Sárospataki Füzetek (1857: Népiskolai nőnevelés és oktatás. 1858: Iskola és külélet. 1860: A bázeli egyetem anyakönyvéből). Magyar Sajtó (1857. 275. Népiskola és Képezde) stb.

## Munkái
1. Protestáns népiskolai tanterv. Pápa, 1859
2. Mértan a népiskolai tanítók és tanítójelöltek számára. Sárospatak. 1862 (2. k. 1866)
3. Mértan a gymnasiumok I-IV. osztálya számára. Sárospatak, 1865 (2. k. 1868)
4. Természettan alapvonalai (Crüger után) Sárospatak, 1861 (2. k. 1864 3. k. 1873)
5. Természettan az elemi népiskolák számára. Sárospatak, 1884 (2., k. 1895 3, k. 1903)
6. Számtan (a gymn. 2. o. sz.). Sárospatak, 1888